# Miles Smiles
Albums de Miles Davis Quintet
ESP
(1965) Sorcerer
(1967)
Miles Smiles est un album du Miles Davis Quintet sorti en 1967.

## À propos de l'album
Après les séparations avec Bill Evans en 1959 et John Coltrane en 1963, c'est le deuxième album studio du second grand quintet de Miles Davis. Comparé à leur précédent album, ESP, le groupe est ici plus aventureux dans la manière de phraser et de jouer avec les mélodies et les harmonies, tant dans les tempos rapides (Orbits) que dans les morceaux plus lents.

## Titres
| No | Titre              | Musique       | Durée |
| -- | ------------------ | ------------- | ----- |
| 1. | Orbits             | Wayne Shorter | 4.41  |
| 2. | Circles            | Miles Davis   | 5.56  |
| 3. | Footprints         | Wayne Shorter | 9.56  |
| 4. | Dolores            | Wayne Shorter | 6.30  |
| 5. | Freedom Jazz Dance | Eddie Harris  | 7.19  |
| 6. | Gingerbread Boy    | Jimmy Heath   | 7.45  |

## Musiciens
- Miles Davis : trompette
- Wayne Shorter : saxophone ténor
- Herbie Hancock : piano
- Ron Carter : contrebasse
- Tony Williams : batterie